# Isla de Ínsua Bela
La Isla de Ínsua Bela (A Ínsua Bela) es una isla española de la provincia de La Coruña, situada al Norte de la Isla de Sálvora, de la que la separa el canal conocido como Paso Interior de Sálvora, a 1'3 kilómetros de esa isla. Es una isla de 0'7 hectáreas y muy destacada debido a estar enteramente conformada por enormes bolos de granito entre los que anida una importante colonia de aves marinas, siendo además un lugar posadero, por lo que está cubierta de guano. Es una isla muy peligrosa para la navegación, debido al arrecife que desprende. Importante zona de marisqueo. Forma parte del Parque Nacional de las Islas Atlánticas de Galicia.
- Datos: Q5922225